# الناحية المركزية (لنجة)
 ناحية مركز لنجة  (بالفارسية: بخش مركزى شهرستان بندر لنگه )، إحدى البلدات الثلاثة التابعة لمدينة لنجة في محافظة هرمزغان في جنوب إيران.
يبلغ عدد سكان « البلدة المركزية لنجة » (بخش مركزى شهرستان بندر لنگه) 80055 نسمة حسب تعداد السكان لعام 2006 للميلاد.

## حدود ناحية مركز لنجة
حدود ناحية مركز لنجة: من الشمال بـقرية لاور دين وناحية كوخرد، ومن الجنوب مياه الخليج وبلدة كيش وجزيرة هندرابي، ومن الغرب بلدة شيبكوه، ومن الشرق تنتهي بمدينة خمير.

## وصلات خارجية
- كوخرد حاضرة إسلامية على ضفاف نهر مهران
- التقسيمات الادارية لمحافظة هرمزغان